# Млоцьк
Млоцьк (пол. Młock) — село в Польщі, у гміні Ойжень Цехановського повіту Мазовецького воєводства.
Населення — 327 осіб (2011).
У 1975-1998 роках село належало до Цехановського воєводства.

## Демографія
Демографічна структура станом на 31 березня 2011 року:
|          | Загалом | Допрацездатний вік | Працездатний вік | Постпрацездатний вік |
| -------- | ------- | ------------------ | ---------------- | -------------------- |
| Чоловіки | 172     | 38                 | 114              | 20                   |
| Жінки    | 155     | 28                 | 79               | 48                   |
| Разом    | 327     | 66                 | 193              | 68                   |